# سيلينة قرنفلية
السيلينة القرنفلية (باللاتينية: Silene caryophylloides) نوع نباتي يتبع جنس السيلينة من الفصيلة القرنفلية.

## الموئل والانتشار
موطنها بلاد الشام وتركيا وأوكرانيا.

## مرادفات للاسم العلمي
- (باللاتينية: Cucubalus caryophylloides)